# Золотая осень (картина Левитана)
«Золота́я о́сень» — пейзаж русского художника Исаака Левитана (1860—1900), написанный в 1895 году. Принадлежит Государственной Третьяковской галерее в Москве (инв. 1490). Размер картины — 82 × 126 см. Левитан начал работу над полотном осенью 1895 года, когда он жил в усадьбе Горка в Тверской губернии; там же были написаны первые этюды. Исследователи творчества художника полагают, что на картине изображена река Съежа. По-видимому, работа над произведением была завершена в конце года в Москве.
Картина «Золотая осень» была представлена на 24-й выставке Товарищества передвижных художественных выставок («передвижников»), открывшейся в феврале 1896 года в Санкт-Петербурге, а в марте того же года переехавшей в Москву. «Золотая осень» также экспонировалась на Всероссийской промышленной и художественной выставке 1896 года, проходившей в Нижнем Новгороде. В том же 1896 году картина была приобретена у автора Павлом Третьяковым.
«Золотую осень» относят к «мажорной серии» картин Левитана 1895—1897 годов, в которую, кроме неё, включают «Март» (1895), «Свежий ветер. Волга» (1895), «Весна — большая вода» (1897) и другие полотна. «Золотая осень» также служит одним из характерных примеров влияния импрессионизма на творчество художника.
По словам искусствоведа Алексея Фёдорова-Давыдова, картина «Золотая осень» «поражает и захватывает наполненностью и красотой своего эмоционального содержания, столь определённо выраженного в цветовом великолепии, в мажорном звучании золотистой красочной гаммы». Искусствовед Дмитрий Сарабьянов писал, что на создание картины художника воодушевила «необычная, поражающая своим эффектом цветовая гамма, в которой главную роль играет контраст золотого и синего». По мнению искусствоведа Фаины Мальцевой, при работе над «Золотой осенью» целью Левитана была не только передача ярких осенних красок, но и показ «таких драгоценных черт, которые помогают нам за этой нарядной, несколько декоративной формой видеть образ большой цельности и поэтичности».

## История

### Предшествующие события и работа над картиной

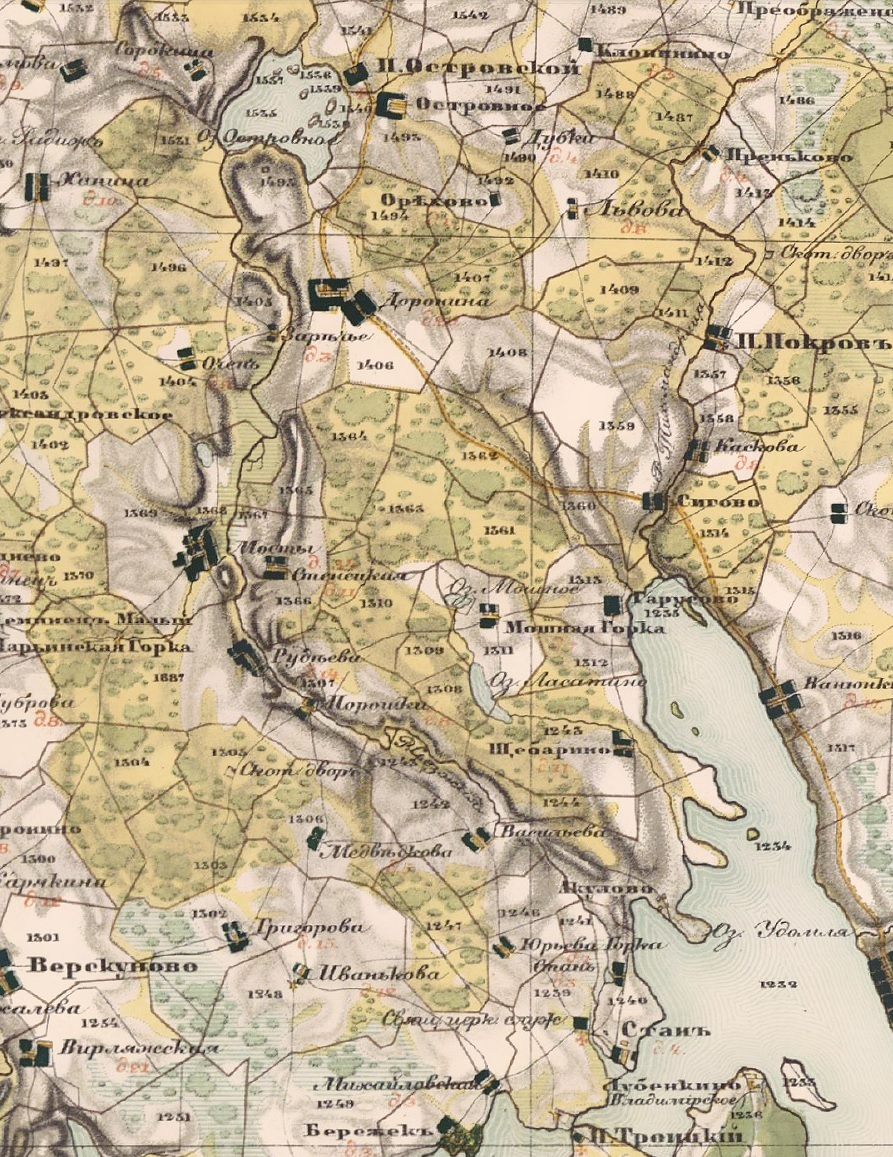
Топографическая карта 1853 года: река Съежа (на карте — Съезжая) от озера Удомля до озера Островно

Работа над картиной была начата осенью 1895 года — в то время, когда Левитан жил в усадьбе Горка, расположенной в полутора километрах от деревни Островно, находившейся на территории Вышневолоцкого уезда Тверской губернии (ныне — в составе Удомельского района Тверской области). Владельцем усадьбы был тайный советник Иван Николаевич Турчанинов, сенатор и помощник градоначальника Санкт-Петербурга. Там часто проводила время его жена Анна Николаевна с дочерьми Варварой, Софьей и Анной.
Левитан познакомился с Анной Николаевной Турчаниновой летом 1894 года в Островно, и у них завязался роман. Вскоре после этого художник переехал в усадьбу Горка и жил там в августе и сентябре 1894 года, а затем вернулся туда ранней весной 1895 года — именно тогда была написана его картина «Март». В конце марта Левитан возвратился в Москву, а в начале мая опять приехал в Горку, где прожил до начала октября (а также, возможно, возвращался туда на несколько дней во второй половине октября). Так как в усадьбе не было подходящих помещений, специально для художника на территории имения был построен двухэтажный дом-мастерская, расположенный на берегу озера Островно, у впадения в него реки Съежи. В шутку этот дом называли «синагогой».
Считается, что на картине «Золотая осень» изображена именно река Съежа — по некоторым сведениям, место, выбранное Левитаном, находилось всего в полукилометре от усадьбы Горка. Съежа вытекает из западной части озера Удомля, течёт на северо-запад мимо Акуловских сопок, впадает в юго-западную оконечность озера Островно, а затем вытекает из его северной части и продолжает свой путь на север. Название реки произошло от глагола «съезжать», поскольку в давние времена по реке «съезжали» в сторону Новгорода: Съежа впадает в Уверь, Уверь — в Мсту, а Мста — в озеро Ильмень, из которого вытекает река Волхов, протекающая через Новгород.
По свидетельству художника Витольда Бялыницкого-Бирули, тоже работавшего в тех местах, картина «Золотая осень» была написана по этюду, сделанному Левитаном во время его пребывания в Горке. Искусствовед Фаина Мальцева также полагает, что художник использовал осенние этюды, созданные в Горке, при этом окончательный вариант «Золотой осени» был написан им уже в Москве. По её словам, впечатление, что пейзаж написан с натуры, обязано «исключительной зрительной памяти и вдохновенному мастерству» живописца. По-видимому, именно увлечённая работа над этим пейзажем заставила Левитана в письме, датированном 13 ноября 1895 года, отказаться от предложения художника Василия Поленова посетить его в усадьбе Борок: «Совсем было собрался ехать к Вам, добрейший Василий Дмитриевич, как вдруг, именно вдруг, меня страстно потянуло работать; увлёкся я, и вот уже неделя, как я изо дня в день не отрываюсь от холста… Вместе с тем, как я стал работать, и нервы стали покойнее и мир стал не так ужасен».

### 24-я передвижная выставка и последующие события
Вместе с девятью другими произведениями Левитана, среди которых были «Март», «Свежий ветер. Волга», «Сумерки», «Папоротники в бору», «Ненюфары» и другие, картина «Золотая осень» экспонировалась на 24-й выставке Товарищества передвижных художественных выставок («передвижников»), открывшейся 11 февраля 1896 года в Санкт-Петербурге, а в марте того же года переехавшей в Москву. Петербургская часть выставки проходила в здании Общества поощрения художеств, а московская — в помещении Московского училища живописи, ваяния и зодчества.
Представленные на выставке полотна Левитана были по-разному встречены критиками. В частности, в заметке, вышедшей в журнале «Всемирная иллюстрация» (т. 55, № 1413 за 1896 год), литературный и художественный критик Владимир Чуйко похвалил Левитана за выбор сюжетов и своеобразную манеру письма, отметив, что «почти все его картины (числом 10) обращают на себя внимание, за исключением двух: „Март“ и „Весна“, слишком грубых и резких по тонам». В статье, опубликованной в журнале «Русская мысль» (майский выпуск 1896 года), писатель Митрофан Ремезов иронически отозвался обо всей пейзажной составляющей передвижной выставки, включая «осенним золотом подёрнутые „леса“» Левитана, — по словам Ремезова, «мастерству художников мы отдаём должное, а к произведениям их начинаем становиться равнодушными: все „настроения“ мы уже видали, все впечатления испытывали, являются повторения ощущений». В «Петербургской газете» появился стихотворный фельетон, высмеивающий «Золотую осень»: «Охры доза пребольшая, / Кисти смелой в холст удар, / Вот и „Осень золотая“, / И „Музею — дар“». Тем не менее в большинстве рецензий произведения Левитана были оценены положительно, что, по словам искусствоведа Алексея Фёдорова-Давыдова, свидетельствовало «о наступившем признании таланта художника, своеобразия его творчества и его яркой индивидуальности».
В мае 1896 года прямо с Передвижной выставки, которая к тому времени ещё проходила в Москве, полотно было приобретено у автора Павлом Третьяковым за 700 рублей. Реализация этой сделки по какой-то причине затянулась: первая расписка Левитана в получении денег за картину датирована 10 мая, а в письме от 29 мая он пишет, что «вчера, возвратясь из поездки, встретил П. М. Третьякова, который почему-то теперь вздумал купить мою картину „Золотая осень“, видев её десятки раз», и только 3 июня он сообщает Третьякову: «Картина моя „Золотая осень“ не продана ещё, и потому я считаю её за Вами. Нечего и говорить, что я рад очень, что Вы пожелали её иметь». Всего Павел Третьяков приобрёл для своей галереи более двадцати произведений Левитана, причём самое первое полотно — «Осенний день. Сокольники» (1879, куплено в 1880 году) — тоже было связано с осенней тематикой. Приобретённые в 1896 году «Март» и «Золотая осень», отражающие поиски художником «большей цветности и декоративности палитры», продолжили «монографию Левитана», заложенную основателем Третьяковской галереи.

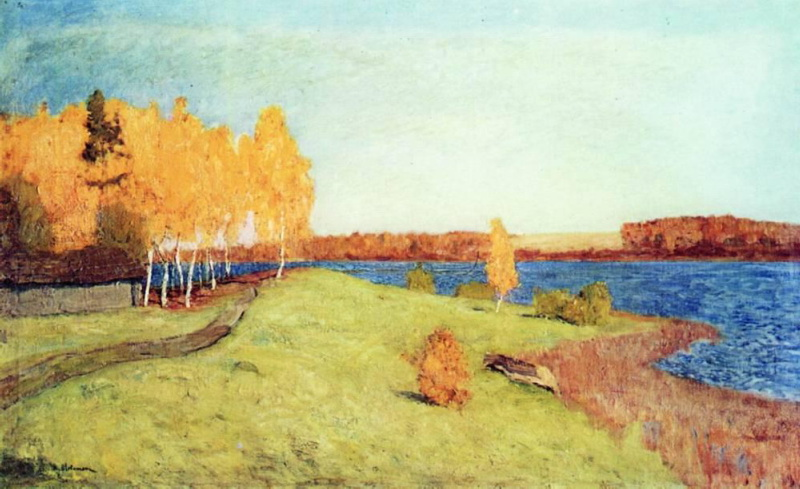
Исаак Левитан. Золотая осень (1896, ГТГ)

Полотно «Золотая осень» также было представлено на Всероссийской промышленной и художественной выставке, открывшейся 28 мая 1896 года в Нижнем Новгороде. Всего на нижегородской выставке, на которой побывал и сам Левитан, экспонировались восемнадцать его картин. Кроме произведений с передвижной выставки, в Нижнем Новгороде был представлен ряд левитановских работ конца 1880-х — начала 1890-х годов, так что фактически это был первый столь широкий ретроспективный показ творчества художника. Осенью и зимой 24-я передвижная выставка продолжила своё путешествие по другим городам Российской империи, побывав в Харькове (в октябре — ноябре), Киеве (в декабре — январе) и Туле (в январе — феврале). В выпущенном в Харькове каталоге выставки картины «Золотая осень» и «Март» были описаны как «собственность Московской городской галереи братьев П. и С. Третьяковых».
В Харькове с полотном «Золотая осень» произошла неприятность — оно было повреждено упавшим на него медным козырьком настенного калорифера, который прорвал холст насквозь. Об этом инциденте в письме к Илье Остроухову от 22 ноября 1896 года сообщил художник и уполномоченный Товарищества по выставкам Георгий (Егор) Хруслов: «Сегодня утром у нас на выставке случилось несчастье. Картины были все сняты с мольбертов, некоторые лежали на полу, некоторые стояли у стен, работали все в одном конце залы. Вдруг на другом конце раздаётся сильный стук, я бегу туда — оказывается, что сорвался со стены тяжёлый медный козырёк калорифера и упал на картину И. И. Левитана „Золотая осень“, холст картины прорван насквозь, хотя рана и незначительная и её легко заделать, но, ввиду того, что картина принадлежит П. М. Третьякову, я покорнейше прошу правление уведомить меня в Киев возможно скорее, как мне поступить с картиной…». В ответном письме к Хруслову от 27 ноября 1896 года Илья Остроухов написал: «Касательно левитановской картины послал Вам депешу о высылке этой вещи в Москву. Вероятно, её легко можно будет реставрировать здесь, т[ак] к[ак] прорыв свежий, но надо, разумеется, это видеть». Впоследствии это повреждение было столь искусно заделано московским реставратором Дмитрием Арцыбашевым, что оно осталось практически незамеченным.

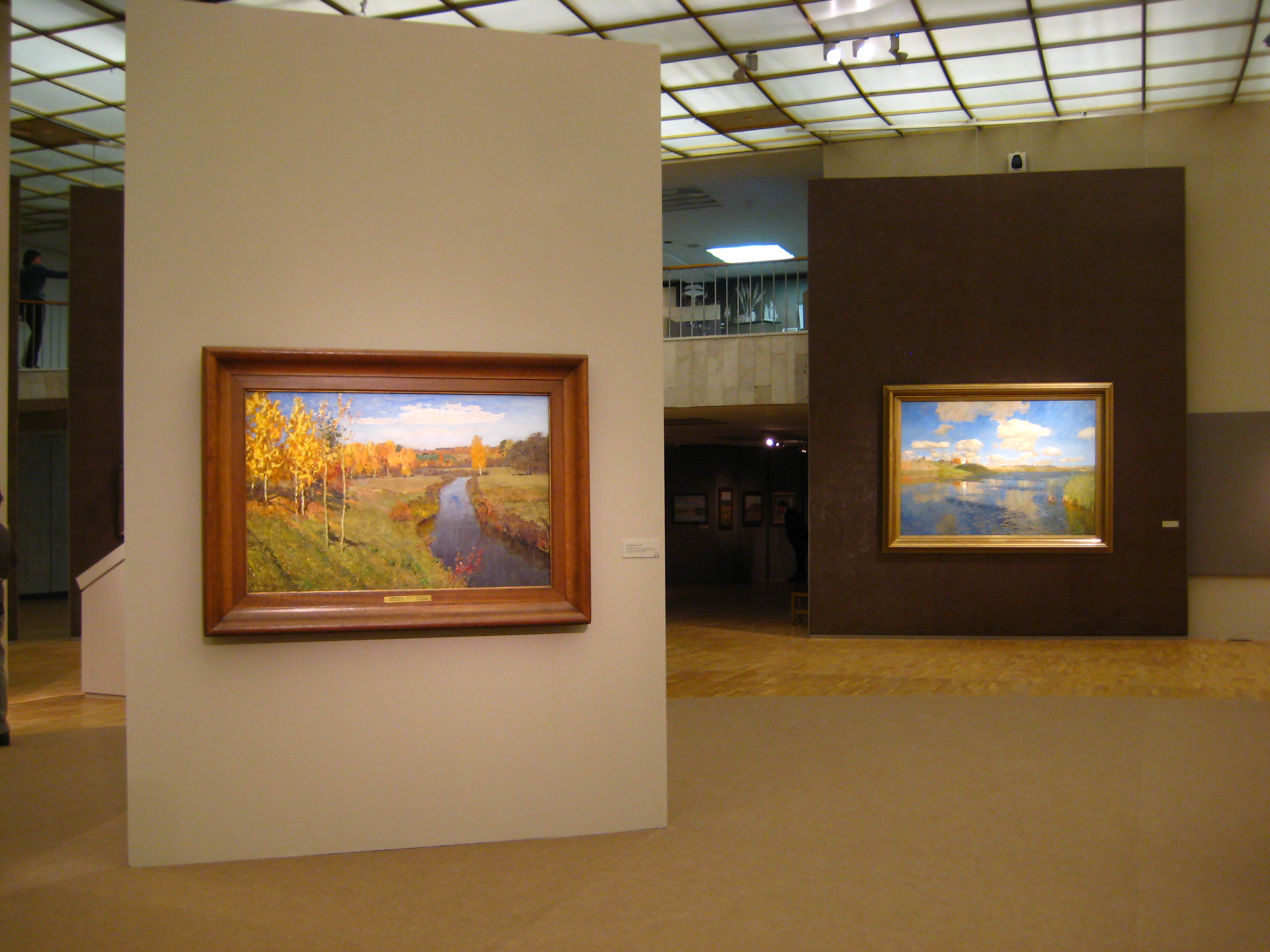
Картины «Золотая осень» и «Озеро» на выставке 2010 года в ГТГ на Крымском Валу

Купленную картину Павел Третьяков в том же 1896 году передал в дар Третьяковской галерее. В каталогах 1896 и 1917 годов это полотно фигурировало под названием «Осень».
Сам же Левитан был не вполне доволен этим произведением, считая его несколько «грубым». В 1896 году он написал другую, менее известную картину с таким же названием — «Золотая осень», которая также находится в собрании Государственной Третьяковской галереи (холст на картоне, масло, 52 × 84,6 см, инв. 5635).
Впоследствии картина «Золотая осень» экспонировалась на ряде выставок, в том числе на персональной выставке Левитана, состоявшейся в 1938 году в Государственной Третьяковской галерее, а также на юбилейной, посвящённой 100-летию со дня рождения художника выставке, проходившей в 1960—1961 годах в Москве, Ленинграде и Киеве (картина участвовала только в московской части экспозиции). В 1971—1972 годах картина принимала участие в приуроченных к столетию ТПХВ выставках «Передвижники в Государственной Третьяковской галерее» (Москва) и «Пейзажная живопись передвижников» (Киев, Ленинград, Минск, Москва). Она также входила в число экспонатов юбилейной выставки к 150-летию со дня рождения Левитана, проходившей с октября 2010 года по март 2011 года в Новой Третьяковке на Крымском Валу — отреставрированная к выставке картина «Золотая осень» рассматривалась в качестве «визитной карточки проекта».
Во время юбилейной выставки Левитана, проходившей в 2010—2011 годах в Москве, был проведён социологический опрос посетителей экспозиции. Согласно результатам этого опроса, «Золотая осень» оказалась на шестом месте среди наиболее понравившихся зрителям произведений художника, пропустив вперёд полотна «У омута» (1892, ГТГ), «Над вечным покоем» (1894, ГТГ), «Март» (1895, ГТГ), «Тихая обитель» (1890, ГТГ) и «Вечерний звон» (1892, ГТГ). В настоящее время картина «Золотая осень» выставляется в «Левитановском зале» (зал № 37) основного здания Третьяковской галереи в Лаврушинском переулке.

## Описание

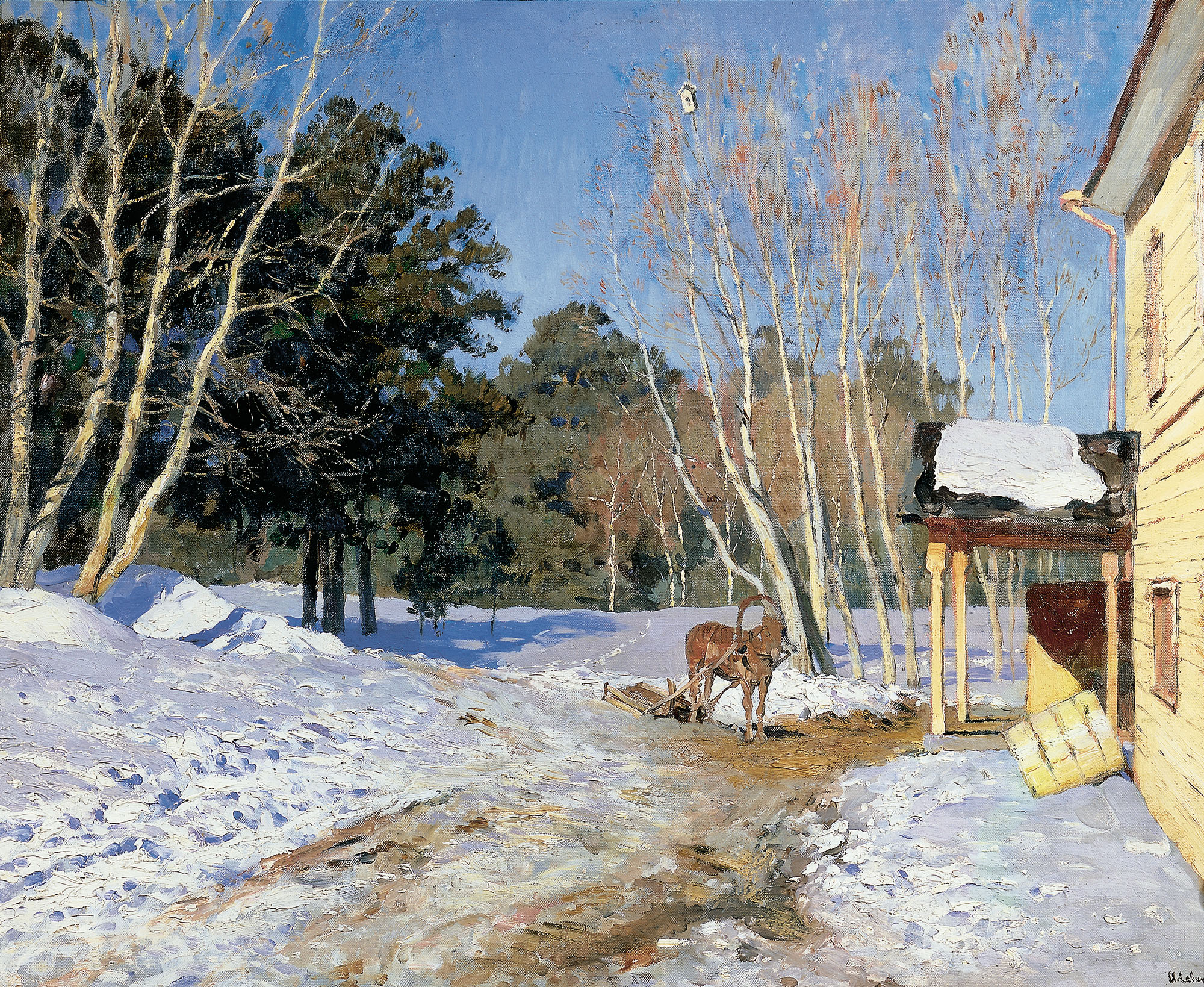
Исаак Левитан. Март (1895, ГТГ)

Левитан любил рисовать осенние пейзажи — у него было более сотни картин, связанных с этим временем года. Среди них картина «Золотая осень» стала одним из самых известных и популярных произведений художника. На ней изображена небольшая река, окружённая деревьями, покрытыми жёлтой и красной осенней листвой. Вдали видны деревенские домики, поля, а далее, на горизонте — осенний лес, окрашенный в оттенки жёлтого цвета. А надо всем этим — голубое небо, по которому плывут светлые облака. Яркие, мажорные, оптимистические цвета этой картины не являются характерными для творчества Левитана — обычно он использовал более мягкие и нежные тона.
Удачно выбран ракурс, который позволяет художнику изобразить широкий и многоплановый пейзаж. Несмотря на некоторую асимметричность, композиция картины не кажется неуравновешенной: загруженность левой стороны компенсируется «группировкой предметов, распределением освещённых и затенённых масс, членением планов». У левого края полотна крупным планом изображена группа деревьев — берёз с ярко-жёлтой листвой и осин с последними покрасневшими листьями. Они создают «яркое и звучное пятно», по контрасту с которым изображённая правее них «медленно текущая, „стынущая“ река, отражающая прохладу небес», кажется тёмной и холодной. Находящийся на переднем плане луг смотрится общим цветовым пятном, хотя на самом деле он написан с использованием многообразных оттенков зелёного и жёлтого цветов, которые переданы мелкими пятнышками-мазками; кое-где также присутствуют коричневатые оттенки. Поверхность реки также смотрится большим цветовым пятном, основу которого составляет голубой цвет, к которому добавлены коричневатые отражения берегов. На фоне воды хорошо виден куст с красноватыми листьями.
Следуя вдоль речных берегов, взгляд зрителя пересекает широкие луга с перелесками по обеим сторонам реки, а затем уходит к изображённым вдали лесам. На правом (с точки зрения зрителя) берегу реки выделяется одинокая стройная золотисто-жёлтая берёзка, правее неё находится перелесок с зелёной листвой. Вдали речка уходит влево и теряется за поворотом. Изгиб реки оживляет композиционное построение полотна, внося в него элемент живой «случайности». У опушки дальнего леса — там, где рельеф местности немного поднимается — изображены зелёные поля с озимыми посевами и несколько деревенских домов. По мере удаления в глубину звучность колорита постепенно смягчается и переходит в более спокойную цветовую гамму.
Как и в картине «Март», основными составляющими цветовой гаммы «Золотой осени» являются жёлтый, голубой и зелёный цвета. При этом существенное различие между этими картинами заключается в том, что в весеннем пейзаже господствуют более холодные тона, а в осеннем — более тёплые. Зелёный цвет играет в «Золотой осени» лишь небольшую, вспомогательную роль, в то время как основная эмоциональная нагрузка ложится на жёлтый цвет, который «обусловливает торжественную радостность и спокойную, уверенную в себе красоту» картины.
Фрагменты картины «Золотая осень»
Ещё одна параллель между «Мартом» и «Золотой осенью» состоит в том, что обе картины рассматриваются как примеры, наиболее ярко демонстрирующие влияние импрессионизма на творчество Левитана. Как и в «Марте», в «Золотой осени» художник объединяет импрессионистические приёмы с декоративностью, соединяя золотой и синий цвета, но «в ещё более открытом и сильном звучании». При этом в «Золотой осени» особое значение имеет экспрессивность мазка, который в этой картине ещё более энергичен и разнообразен, чем в «Марте». В частности, пастозными экспрессивными мазками написана листва берёз, где местами краска наложена столь густым слоем, что создаётся впечатление рельефности. В то же время, в отличие от «Марта», в «Золотой осени» относительно мало лессировок, которые в основном применялись только на нижнем корпусном слое; при этом повторные прописки, сделанные по сухому, в некоторых местах осыпаются из-за слабого соединения с нижним слоем. В целом в картине «Золотая осень» традиционная манера живописи естественным образом сочетается «со свободной, почти импрессионистической трактовкой отдельных деталей», но при этом отличие от классического импрессионизма заключается в том, что цвет не растворяется в свете, а сохраняет свою интенсивность.

## Отзывы и критика
Искусствовед Алексей Фёдоров-Давыдов писал, что картина «Золотая осень» «поражает и захватывает наполненностью и красотой своего эмоционального содержания, столь определённо выраженного в цветовом великолепии, в мажорном звучании золотистой красочной гаммы». По его мнению, до появления этой картины никто из представителей русской пейзажной живописи (включая самого́ Левитана) «не давал такого торжественного, радостного в своём спокойствии образа осени, такого показа „пышного природы увяданья“». По словам Фёдорова-Давыдова, полотно «Золотая осень» представляет собой новую, пластически обогащённую ступень «пейзажа настроения», оно «звучит как песня или поэма», и, стоя перед ним, мы снова осознаём, «каким поэтом природы, каким тонко чувствовавшим и органично выражавшим её поэзию человеком был Левитан».

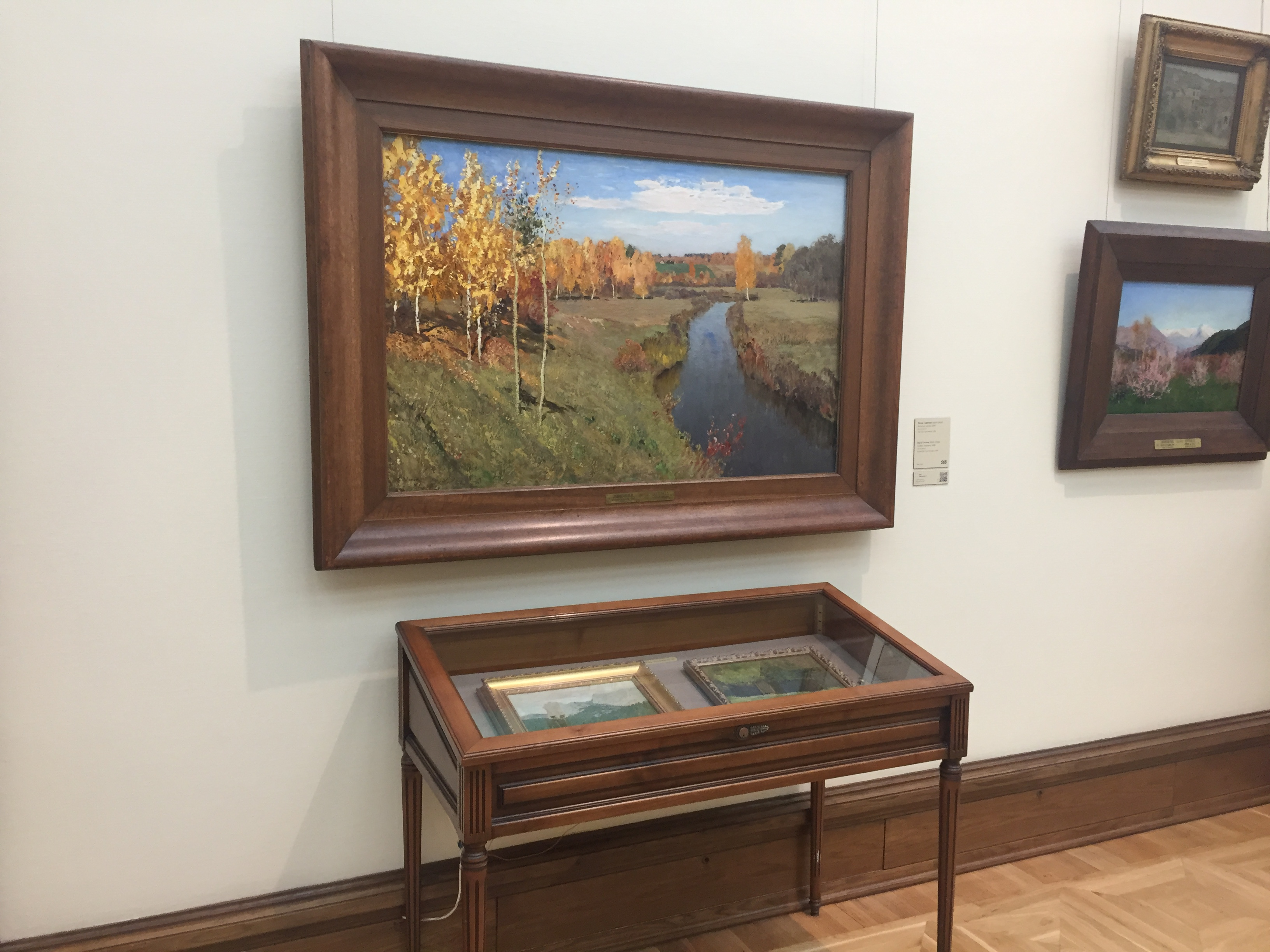
Картина «Золотая осень» в Левитановском зале ГТГ

Сравнивая «Золотую осень» с написанной весной того же года картиной «Март», искусствовед Дмитрий Сарабьянов писал, что в осеннем пейзаже нет фрагментарности, то есть «ощущения фрагмента природы», которое было присуще «Марту». По его словам, на создание картины «Золотая осень» художника воодушевила «необычная, поражающая своим эффектом цветовая гамма, в которой главную роль играет контраст золотого и синего». При этом он отмечал естественную уравновешенность композиции картины, которая «развёрнута на зрителя и в ширину».
В книге «Пленер в русской живописи XIX века» искусствовед Ольга Лясковская писала, что «Золотая осень», в отличие от «Марта», не принадлежит к лучшим произведениям Левитана. По словам Лясковской, вся картина «написана несколько условно, декоративно, что подчёркивают плоские белые облака на ярко-голубом небе»; она также отмечала обобщённость контуров деревьев и «обнажённость» цветовой гаммы. Лясковская также приводила отрывок из воспоминаний художника Бориса Липкина, из которого следовало, что сам Левитан не был доволен «Золотой осенью» и при её упоминании говорил: «Ну вот, это же так грубо».
По словам искусствоведа Фаины Мальцевой, созданный в этой картине образ «несёт в себе глубокое и многогранно выраженное содержание», которое «раскрывается по мере длительного всматривания в изображённое, по мере его лирического сопереживания». В процессе такого всматривания можно понять, что целью художника была не только передача нарядных осенних красок, но и показ «таких драгоценных черт, которые помогают нам за этой нарядной, несколько декоративной формой видеть образ большой цельности и поэтичности». По мнению Мальцевой, в картине «нет ничего случайного», а «непосредственность жизненного впечатления» достигнута путём длительных поисков подходящей композиции и отказа от многих не очень существенных деталей.

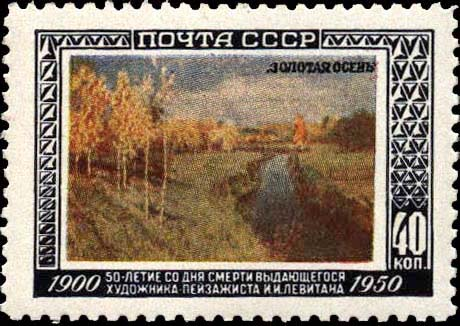
Картина «Золотая осень» на почтовой марке СССР 1950 года

Искусствовед Владимир Петров писал, что многочисленные произведения Левитана, посвящённые русской осени, «в совокупности образуют уникальную, чрезвычайно богатую эмоциональными оттенками „осеннюю сюиту“». По его мнению, среди этих работ наиболее популярной является картина «Золотая осень», которая выделяется яркостью и особенной декоративностью. По словам Петрова, «по своей повышенной чувственной напряжённости и сгущённости в восприятии природы эта картина представляется даже не вполне „левитановской“», поскольку подобное мироощущение больше соответствует творчеству более поздних мастеров, таких как художник Станислав Жуковский или писатель Иван Бунин. В то же время левитановское «постижение русского аккорда природы» в какой-то мере созвучно фрескам ярославских и ростовских церквей XVII — начала XVIII века.
Обсуждая картину «Золотая осень», писатель Владимир Порудоминский отмечал, что подобные левитановские пейзажи трудно описывать словами, поскольку простым перечислением (деревья, трава, река, небо) нельзя передать то чувство, которое объединяет и связывает в одно целое всё то, что изображено на холсте. По словам Порудоминского, глядя на светлые стволы и пылающую листву деревьев, голубизну неба и холодную синь реки, мы чувствуем и движение воздуха, «который сам врывается в грудь», и «бодрость, которой заряжает нас этот погожий осенний денёк», и грусть оттого, что «праздник золота и синевы» скоро закончится, и радостную уверенность, что после зимнего сна опять появятся зелень и голубизна, «потому что природа вечно живёт и всегда прекрасна».

## Комментарии
1. 1 2  Для датировки событий, происходивших в Российской империи, используется юлианский календарь («старый стиль»).